# Caudillos del Sur
Caudillos del Sur es una localidad del municipio de Balancán ubicado en la subregión de los Ríos del estado mexicano de Tabasco.

## Geografía
La localidad se ubica a 32.0 kilómetros (en dirección noreste) de la localidad de Balancán de Domínguez, la cabecera y lugar más poblado del municipio. Se sitúa en las coordenadas geográficas 17°34′36″N 91°21′08″O / 17.576667, -91.352222, a una elevación de 12 metros sobre el nivel del mar.

## Demografía
Según el Conteo de Población y Vivienda 2020, efectuado por el Instituto Nacional de Estadística y Geografía, la localidad de Caudillos del Sur tiene 165 habitantes, de los cuales 87 son del sexo masculino y 78 del sexo femenino. Su tasa de fecundidad es de 3.33 hijos por mujer y tiene 48 viviendas particulares habitadas.
| Gráfica de evolución demográfica de Caudillos del Sur entre 1995 y 2020 |
|                                                                         |
| INEGI.                                                                  |